# بنفسجاوية
البنفسجاوية (الاسم العلمي: Violeae) هي قبيلة من النباتات تتبع فصيلة البنفسجية من رتبة الملبيغيات.

## أجناس
- البنفسج